# Martin Westerstrand
Martin Skans Westerstrand (Göteborg, 1973. december 6. –). 1995-ben kezdte el énekesi pályafutását a Lok nevű bandában  Thomas Brandt, Daniel Cordero és Johan Reivén társaságában. Az együttes feloszlásáig (2002) ő volt az énekes. Ezután folytatta az éneklést a Rallypack nevű együttesben, amelyben sokkal dallamosabb angol nyelvű dalokat írtak. Jelenleg a Lillasyster énekese, de közreműködött a Pst/Q által írt "En dåres försvarstal" című dalban is.

## Diszkográfia

### Lok által kiadott

#### Albumok
- Ord och inga visor (EP) (1996)
- Naken blästrad och skitsur (1999)
- Sunk 500 (2000)
- Ut ur discot och in i verkligheten (2002)
- Blästrad levande (Live) (2003)

#### Kislemezek
- 1998: Lokpest
- 1998: LOK står när de andra faller
- 1999: Skrubbsår
- 1999: Ensam gud
- 2000: Stänkskärmar och sprit
- 2000: Bedragaren i Murmansk
- 2001: Staden Göteborg a Hardcore Superstar közreműködésével
- 2002: Sug min
- 2002: Pyromandåd i ponnyslakteriet

### Rallypack által kiadott
- Sod Off, God! We Believe in Our Rockband

### Lillasyster által kiadott

#### Albumok
- Hjärndöd musik för en hjärndöd generation (2007)
- Det här är inte musik, det här är kärlek (2009)
- 3  (2012)

#### Kislemezek
- 2007: Berätta det för Lina
- 2007: Kräkas / Umbrella (Rihanna-cover)
- 2009: Andreas
- 2009: Jag är här nu
- 2011: Så jävla bra
- 2012: Total panik
- 2013: Roar

## Külső hivatkozások
- Martin Westerstrand a Myspace-en.
- https://sv.wikipedia.org/wiki/Martin_Westerstrand
- http://wwwc.aftonbladet.se/puls/9901/22/pulsen.html

## Fordítás
- Ez a szócikk részben vagy egészben a Martin Westerstrand című angol Wikipédia-szócikk ezen változatának fordításán alapul.  Az eredeti cikk szerkesztőit annak laptörténete sorolja fel. Ez a jelzés csupán a megfogalmazás eredetét és a szerzői jogokat jelzi, nem szolgál a cikkben szereplő információk forrásmegjelöléseként.